# マヤロ＝リオ・クラロ地域自治体
マヤロ＝リオ・クラロ地域自治体（マヤロ＝リオ・クラロちいきじちたい、英語: Mayaro–Rio Claro）はトリニダード・トバゴの地域自治体である。首府はマヤロ。

## 隣接行政区画
- プリンセス・タウン地域自治体
- クーバ＝タバキテ＝タルパロ地域自治体
- サングレ・グランデ地域自治体